# Orangina

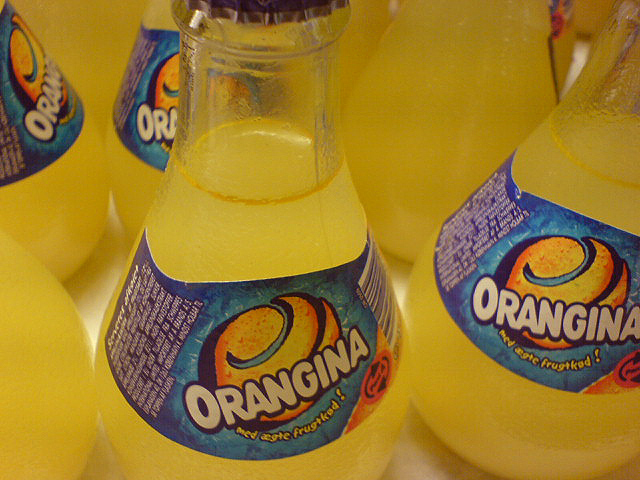
Garrafas de Orangina

Orangina (pronúncia em francês: [ ɔʁɑʒina]) é uma bebida cítrica gaseificada feita a partir de laranja, limão, tangerina e toranja. O conceito de Orangina teve origem em um Comércio justo na França e foi comercializado pela primeira vez na Argélia francesa por Léon Beton. Atualmente é uma bebida popular na Europa (especialmente França e Suíça), Japão, Norte da África e em menor grau na América do Norte.
Orangina foi originalmente produzida na Argélia como uma marca local.
Desde novembro de 2009, Orangina é propriedade da Suntory na maior parte do mundo. Na América do Norte, a marca é de propriedade da Keurig Dr Pepper (anteriormente Dr Pepper Snapple Group) desde 2006. No Canadá, a marca é propriedade da Canada Dry Motts Inc.

## História
Orangina começou como 'Naranjina', criada em 1933, foi apresentada em 1935 na Feira de Marselha pelo seu inventor espanhol, o químico Augustin Trigo, de Valência. Mais tarde, foi chamada de 'TriNaranjus (agora, 'Trina) para o mercado espanhol. Léon Beton comprou o conceito e o produziu na Argélia colonial, transferindo a produção para a França em 1962, antes da independência da Argélia. A empresa, criada por Beton, juntou-se ao grupo Pernod Ricard em 1984.
Em 2000, a marca Orangina foi adquirida pela Cadbury Schweppes, juntamente com outros negócios de refrigerantes da Pernod Ricard, depois de uma tentativa de venda para Coca-Cola que foi bloqueada pelas leis da concorrência. Em 2006, a Cadbury decidiu focar na produção de chocolates e procurou compradores para seu negócio de refrigerantes. Como era a terceira maior produtora de refrigerantes em todo o mundo, nenhuma das duas maiores (Coca-Cola ou PepsiCo) poderia comprá-la, então, eventualmente, a empresa foi dividida e colocada a venda.

### América do Norte
Nos Estados Unidos, a marca é propriedade da Dr Pepper Snapple Group Inc (agora Keurig Dr Pepper), criada como uma derivação do antigo negócio de refrigerantes da Cadbury Schweppes na América do Norte. A bebida foi introduzida nos Estados Unidos em 1978 sob o nome de 'Orelia', mas este nome foi abandonado em favor do original em 1985.
Orangina foi originalmente produzida para o mercado norte-americano no Canadá, mas a operação foi transferida para Hialeah, Flórida, Estados Unidos, para ser produzida sob licença pela Mott's LLP de Rye Brook, Nova York. A produção de Orangina voltou para o Canadá, já que Mott agora faz parte do Dr Pepper Snapple (agora Keurig Dr Pepper).
A Orangina para o mercado dos Estados Unidos é adoçado com xarope de milho rico em frutose, em vez de açúcar regular como a Orangina original, enquanto o produto para o mercado canadense é rotulado como sendo adoçado com xarope de glicose e frutose, que é apenas outro nome para o xarope de milho de alta frutose. No Canadá, a Orangina também é importada pela Canada Dry Motts da Europa.

### Resto do mundo
A partir de 2006, as empresas de capital privado Blackstone Group e Lion Capital LLP eram donas da marca fora da América do Norte sob o nome de Orangina Schweppes. Em novembro de 2009, a propriedade mudou mais uma vez, quando foi comprada pela produtora japonesa de bebidas Suntory.
Na Grã-Bretanha, foi produzida sob licença pela fabricante escocesa de refrigerantes A.G. Barr, mais conhecida pela Irn-Bru. Recentemente foi adquirida pela subsidiária da Suntory Lucozade Ribena Suntory.
É produzida no Vietnã pela Fosters Vietnam sob licença e vendida nas filiais do Carrefour em Taiwan. É produzida no Irã pela Shemshad Noosh Co.

## Design
A marca é famosa pelo design de sua garrafa de 25 centilitros (8 onças) feita no formato de uma pêra com uma textura de cascalho para lembrar a casca de uma laranja ou outra fruta cítrica.[carece de fontes?] Garrafas maiores também incluem a textura de pedra, mas possuem um formato de garrafa mais regular em vez de manter as proporções das garrafas menores.

## Variedades
Novos sabores surgiram na Europa, como Orangina Sanguine, que é feito a partir de laranjas de sangue e também contém cafeína e guaraná. É significativamente mais azedo do que a Orangina tradicional. Outros sabores, como a série chamada "les givrés" (que pode ser traduzido tanto como "gelado" e "louco") também estão disponíveis na Europa, mas raramente são vistos na América do Norte.

## Publicidade
Em 2010, um comercial gay-friendly foi ao ar na França poucas semanas após um anúncio do McDonald's apresentando um adolescente gay ter sido exibido na televisão francesa.

## Controvérsia
Em 2008, um comercial apresentando animais antropomórficos (como cervos, ursos, pavões e camaleões) em trajes de banho causou indignação no Reino Unido, por seu conteúdo sexualmente sugestivo. No vídeo, os animais giram em torno de postes, borrifam a bebida no peito de outros animais e andam em garrafas que explodem. O anúncio teve 45 segundos de cortes mais provocativos e só seria exibido após às 9 horas da noite, inicialmente durante um programa intitulado How to Look Good Naked.[carece de fontes?]
A Kidscape, uma instituição de caridade infantil com sede no país, criticou o anúncio, dizendo: "Orangina é uma bebida dirigida principalmente a crianças e jovens, mas este novo anúncio coloca o produto num contexto muito sexualizado e provocante". O anúncio também foi premiado como o "Anúncio mais louco de 2008" e foi o sétimo lugar no "Pior anúncio de TV de 2008".
Outros afirmam que o Orangina não é voltado apenas para crianças e também é um "refrigerante líder para adultos" e que o anúncio tem como objetivo criar polêmica e, portanto, publicidade gratuita. O anúncio era popular e, em abril de 2008, teve três milhões de visualizações online.